# Чик (река)
Чик (такође и Чикер) је река у Србији у северном делу Војводине у региону Бачке. 
Извире код села Чикерија у Мађарској уз саму границу према Србији. Дуга је око 95 km и улива се у Тису као десна притока код Бачког Петровог Села.

## Ток
Чик извире у североисточном делу Суботичке пешчаре, западно од Суботице. Ова равничарска река нема у класичном смислу извор, већ се напаја подземним водама које полако или под притиском извиру у лесним удолинама. Извориште је на висини од око 128 m а речица поприма елементе типичног потока у близини засеока Чикерија и Кобино Село. Тече према југоистоку пролазећи крај Верушића и Наумовићева.
Поприма димензије мање реке у близини Чантавира и Бачког Душанова. Да би се регулисао ток, изграђене су бране са обе стране код Чантавира и у близини ушћа. У доњем делу тока на обалама расте густа трава до дубине од 2-4 метра. Чик даље тече поред Торњоша, Светићева и Оборњаче, а код Бачког Петровог Села се улива у Тису на надморској висини од 74 метра.
У Чику живи неколико врста рибе као што су лињак, штука и шаран. Површина слива је око 480 km².

## Порекло назива
Неки претпостављају да име реке води порекло од мађарске речи csikó што у преводу значи "ждребе". Друга могућност произлази из имена насеља где се налази главно извориште, a које се зове Чикерија. Трећа опција је да име речице долази од рибе чиков (Misgurnus fossilis) којој је овде типично станиште. Ова река је некада заиста била екстремно богата овом рибом муљевитих бара, али је она данас у читавом току Чик све ређа.